# はなかっパレード/はなかっパラダイス
「はなかっパレード/はなかっパラダイス」は、日本の女性歌手、今井絵理子の10枚目のシングル。

## 解説
- Eテレで放送のアニメ「はなかっぱ」テーマソングとして制作された楽曲で、ジャケット・ビデオクリップにもキャラクターが登場している。
- 作詞は2曲とも本人が担当。タイアップの性質上全てひらがな・カタカナになっている。
- 初回生産分のみキャラクターイラスト柄のアナザージャケットステッカー封入。

## 収録曲

### 音楽トラック
1. はなかっパレード
  - 作詞:今井絵理子/作曲:Taisho/編曲:Gajin
2. はなかっパラダイス
  - 作詞:今井絵理子/作曲・編曲:Gajin
3. はなかっパレード (カラオケ)
4. はなかっパラダイス (カラオケ)

### CD-EXTRA
1. はなかっパレード ミュージック・クリップ
2. はなかっパラダイス ミュージック・クリップ

## 商品規格
- AVCD-16275 定価￥1,000(CD-EXTRA仕様)